# LY-392,098
LY-392,098, N-[2-(4-tiofen-3-ilfenil)propil]propan-2-sulfonamid, je agonist AMPA receptora.